# Perilampus kittenbergeri
Perilampus kittenbergeri is een vliesvleugelig insect uit de familie Perilampidae. De wetenschappelijke naam is voor het eerst geldig gepubliceerd in 1990 door Argaman.